# Aystetten
Aystetten là một đô thị ở huyện Augsburg bang Bavaria nước Đức. Đô thị Aystetten có diện tích 9,35 km², dân số thời điểm ngày 31 tháng 12 năm 2006 là 2916 người.